# Mélanie Dagréo
Mélanie Dagréo est un mannequin et une animatrice de télévision française née le 10 février 1987.

## Biographie

### Carrière mannequinat
Elle se fait remarquer en apparaissant parmi les jeunes filles finalistes du concours-casting Miss FHM 2005 organisé par le magazine FHM.
En mars 2009, elle fait la couverture du numéro 200 du magazine Entrevue,, dans lequel elle répond à une interview coquine qui est illustrée de photos sexy.

### Carrière d'animatrice
Mélanie a animé les émissions de Call-TV, La Nuit est à vous et L'Appel Gagnant sur les chaînes NT1 et RTL9, du 26 juin au 2 septembre 2007.
Elle a ensuite été choisie pour succéder à Clara Morgane en tant qu'animatrice du Journal du Hard sur Canal+ de septembre 2008 à août 2011.
Elle revient sur les écrans en janvier 2012, à la présentation d'une émission de golf.

### Vie privée
Elle est la fille de l'astrologue Didier Colin.

## Anecdotes
Mélanie Dagréo a failli participer à Star Academy. Dans une interview accordée au magazine Entrevue, elle confie : "Je l'ai fait il y a trois ans, et heureusement, je n'ai pas été retenue ! Pour être totalement honnête, je préfère présenter Le Journal du Hard que de faire la Star Ac' ou L'Île de la tentation, à laquelle on m'a proposé de participer... "

## Publication
- L'horoscope des amoureuses, Éditions Générales First, 2010.  (ISBN 978-2-7540-1846-3) ;